# 加拿大特種作戰部隊司令部
加拿大特種作戰部隊司令部（英語：Canadian Special Operations Forces Command，CANSOFCOM）是加拿大武裝部隊的的一個司令部，能夠在很短的時間內部署特戰部隊，以保護加拿大人免受國內外威脅。

## 單位
特種作戰部隊司令部可分為五個指揮單位和一個總部。
- 總部
- 第2聯合特遣部隊
- 加拿大特種作戰團（英语：Canadian Special Operations Regiment）
- 第427特種作戰航空中隊（英语：427 Special Operations Aviation Squadron）
- 加拿大聯合事件應變組（英语：Canadian Joint Incident Response Unit）
- 加拿大特種作戰訓練中心